# Nehémiás püspök
Nehémiás (11.század-1077 június 9. után) a nyolcadiknak számontartott esztergomi érsek 1075 és 1077 között, előtte pedig 1047 és 1075 között egri megyés püspök. Neve szerepel a garamszentbenedeki apátság alapítólevelében. Nehémiás koronázza meg I. László királyt, s röviddel ezután levelet kapott VII. Gergely pápától, melyben „méltóbb” követeket és jobb ajánlatot kér tőle és Lászlótól (ugyanis ez előtt László király küldött követeket, kikkel „mennyei koronát” kért tőle, azaz uralma elismerését, de ezt a pápa csak hűbérességért cserébe adta volna).

## Élete
Nehémiás valószínűleg nemesi családban született az 1030-as években. Érsekként először a garamszentbenedeki (ma: Hronský Beňadik, Szlovákia) bencés apátság alapító okiratában jelent meg 1075-ben. [1] Koszta László történész úgy vélte, hogy Nehémiás már a fiatal Salamon utolsó regnális éveiben megillette méltóságát. 1073-ban Esztergomban béketárgyalásokat folytattak Salamon és Géza között, ahol Nehémiás esetleges közvetítésével fegyverszünetet kötöttek. Az érsek az 1074. március 14-i döntő mogyoródi csata után Géza magyar trón iránti igényét támogatta. [2] Lehetséges, hogy az új uralkodó megkereste VII. Gergely pápát, hogy Nehémiás érsek útján megszerezze uralmának nemzetközi elismerését. Gergely pápa 1075 márciusában utalt arra, hogy sok jót hallott a királyról és tetteiről. Gergely áprilisban elismerte Géza legitimációját. Nehémiás Gézát egy arany és zománc diadémmel koronázta meg, amelyet VII. Mikhaél bizánci császár küldött 1075 tavaszán. Ez a diadéma később Magyarország Szent Koronájának alsó részévé vált. [2]
A beruházási vita során Nehémiás 1076 végén Rómába küldte követét. Ez az azonosítatlan követ a következő év viharos eseményei idején volt jelen, beleértve az úgynevezett Canossa felé vezető utat is. Nehémiás erős támogatója volt a gregorián reformoknak. Az érseket legközelebb VII. Gergely pápa 1077. június 9-én kelt levele említi [1], amikor arra kérik, hogy lépjen közbe Lászlóval a pápai bírósághoz intézett diplomáciai képviselet érdekében. Ez a levél arra utal, hogy az érsek összekötőként működött a római kúria és a magyar királyi udvar között (ami megerősíti korábbi proaktív szerepét Géza nemzetközi elismerésében). [2] Lehetséges, hogy I. Lászlót, aki testvére halála után vitatottan lépett trónra, Nehémiás koronázta meg 1078 körül. Az érsek hatása alatt, az új király támogatta a pápa és IV. Henrik császár ellenfeleit az Invesztitúraharc során. [3]
Gergely pápa 1079-ben ismét levelet küldött Lászlónak a király római diplomáciai missziójának tárgyával kapcsolatban. Mivel a küldöttség összetételének összeállításában való korábbi részvétele ellenére sem említette Nehemiást, feltehetően addigra meghalt. [2]